# Anodonta
Anodonta – rodzaj słodkowodnego małża z rodziny skójkowatych (Unionidae). W starszych źródłach jest traktowany jako synonim polskiej nazwy szczeżuja, jednak obecnie szczeżuja ma szersze znaczenie, gdyż obejmuje także Pseudanodonta complanata i Sinanodonta woodiana.  
Gatunki z rodzaju Anodonta:
- szczeżuja pospolita (Anodonta anatina)
- szczeżuja wielka (Anodonta cygnea)

Według ITIS:
- Anodonta beringiana Middendorff, 1851
- Anodonta californiensis I. Lea, 1852
- Anodonta cataracta Say, 1817
- Anodonta couperiana I. Lea, 1840
- Anodonta dejecta Lewis, 1875
- Anodonta gibbosa Say, 1824
- Anodonta grandis Say, 1829
- Anodonta heardi M. E. Gordon i Hoeh, 1995
- Anodonta imbecillis Say, 1829
- Anodonta implicata Say, 1829
- Anodonta kennerlyi I. Lea, 1860
- Anodonta nuttalliana Lea, 1838
- Anodonta oregonensis I. Lea, 1838
- Anodonta peggyae Johnson, 1965
- Anodonta suborbiculata Say, 1831